# La Historia de Nastagio degli Onesti (primer episodio)
El primer episodio de La Historia de Nastagio degli Onesti (en italiano : Nastagio degli Onesti, primo episodio) es una pintura de témpera sobre madera (83 × 138 cm) de Sandro Botticelli, datada en 1483 y conservada al Museo del Prado en Madrid.

## Tema
La novela de Nastagio degli Onesti forma parte del octavo Cuento de la quinta jornada del Decamerón de Giovanni Boccaccio escrito entre 1348 y 1351, titulada «El Infierno para los enamorados crueles» dedicada a los amores primeramente desdichados que después terminan de manera feliz.
El primer episodio se ubica en un pinar cerca de Rávena, ciudad donde se desarrolla la historia y muestra a Nastagio que, después de haber abandonado la ciudad después de su desilusión amorosa, vaga solitario y triste y se encuentra repentinamente en presencia de una mujer perseguida por un caballero y por sus perros que la desgarran con sus colmillos a pesar de su tentativa de defenderla.

## Descripción
Sobre un primer plano de un bosque de troncos verticales, sobre la izquierda se perciben algunas tiendas y Nastagio, con calzas rojas, sombrero negro con una cinta negra de extremo blanco pasea con sus amigos que le aconsejan abandonar la ciudad por un cierto tiempo; más a la derecha y más cerca se representa a Nastagio nuevamente que vaga por el bosque, y una vez más, intentando apartar con ayuda de su bastón los perros que desgarran a la mujer semidesnuda, perseguida por un impetuoso caballero que lleva una coraza dorada, una capa roja y esgrime una espada, viniendo por la derecha del cuadro. 
El cuadro presenta en un mismo espacio pictórico varias escenas cuyo desarrollo sucesivo, necesita de los desdoblamientos del personaje Nastagio, representado tres veces.  Una oveja blanca roza pacíficamente el suelo y, hacia la izquierda, brincan dos pequeños conejos blancos. Al fondo, aparece un plano de agua con algunas naves, que se pierden a lo lejos entre montañas que parecen conos volcánicos, en una claridad degradada de perspectiva aérea.

## Análisis
Botticelli permanece fiel a los detalles de Giovanni Boccaccio: en la escena Nastagio tiene un bastón, la mujer está desnuda, dos perros (como en el texto de Giovanni Boccaccio) le muerden las nalgas en vez del costado. La historia es esencialmente pagana. 
La crítica es unánime con respecto a la atribución de la concepción de las cuatro escenas a Botticelli, pero con relación a la ejecución considera que ha sido en parte confiada a sus asistentes, en particular a Bartolomeo di Giovanni para los tres primeras escenas y a Jacopo del Sellaio para la última.
Las composiciones de los cuatro cuadros comportan una grata armonía espacial, los colores son vivos y la composición natural está medida. El carácter narrativo está reforzado por el modo medieval de hacer figurar elementos consecutivos de la historia sobre el mismo cuadro. 
El dramático está asociado a la elegancia formal de figuras esbeltas, con los movimientos graciosos de los personajes y de los animales, en un tipo de atmósfera que mezcla fábula y realidad.